# 國技
國技（National sport, national pastime, national game），又稱國民運動，或國球，是指一個國家特有或具有代表性的競技運動。然而國技的定義並不嚴密，既有公認概念上的國技（如美國的棒球），也有通過法律具體規定的（如加拿大就法定袋棍球和冰球為國技），也因此使得國技並不一定是該國最具人氣或強項的運動。除了加拿大之外，世界上通過法律確定國技的還有巴哈馬的帆船、孟加拉的卡巴迪、巴西的卡波耶拉、斯里蘭卡的排球等。

## 定義
國技的定義並不十分嚴格，有在法律上具體規定的競技運動，享有官方認可的地位； 也有在國家文化中有特殊意義，深受國民愛戴的競技運動。 由國家文化發展而成的競技運動是成為國技的其中一項條件，但並不全然如此，某些源自外國的競技運動也有可能因為深受國民的愛戴，或者具有特殊的意義，成為公認的國技。一般只要符合以下兩項要點，都會被認定為是國技：
國家法令指定的競技運動，給予特殊的地位和待遇
例如：加拿大的長曲棍球（夏季）和冰上曲棍球（冬季）
國家或民族文化中特有的競技運動，或者是有某種特殊意義的競技運動
例如：日本的相撲、韓國的跆拳道、西班牙的鬥牛
除了上述兩項，某些廣泛普及的競技運動，雖然不是公認的國技，但已經深植入於國家的體育文化當中，成為深受全民歡迎的休閒活動，所以經常是被極力推廣的國家體育項目，例如：世界各地的足球、英聯邦國家的板球、美國的籃球和橄欖球、日本的棒球、馬來西亞和印尼的羽毛球等。

## 國技列表

### 法定的國技
| 國家     | 體育運動                                     | 始於   |
| -------- | -------------------------------------------- | ------ |
| 阿根廷   | 帕托                                         | 1953年 |
| 巴哈马   | 史路普帆船                                   | 1993年 |
|          | 卡巴迪                                       | 1972年 |
| 巴西     | 卡波耶拉                                     | 1972年 |
| 加拿大   | 長曲棍球（夏季運動）、冰上曲棍球（冬季運動） | 1994年 |
| 智利     | 智利牛仔騎術                                 | 1962年 |
| 哥伦比亚 | 特茹                                         | 2000年 |
| 伊朗     | 伊朗傳統摔角                                 | 1976年 |
|          | 跆拳道                                       | 2018年 |
| 墨西哥   | 墨西哥牛仔競技                               | 1933年 |
| 菲律賓   | 卡里艾斯奎瑪武術                             | 2009年 |
| 波多黎各 | 巴蘇馬術                                     | 1966年 |
| 斯里蘭卡 | 排球                                         | 1991年 |
| 乌拉圭   | 高喬傳統競技                                 | 2006年 |

### 公認的國技
| 國家           | 體育運動                                 |
| -------------- | ---------------------------------------- |
| 阿富汗         | 布玆卡兹                                 |
|                | 競速帆艇                                 |
| 安地卡及巴布達 | 板球                                     |
|                | 板球                                     |
| 百慕大         | 板球                                     |
| 不丹           | 不丹傳統箭術                             |
| 中华人民共和国 | 乒乓球                                   |
| 古巴           | 棒球                                     |
|                | 棒球                                     |
| 英格兰         | 足球/板球                                |
| 芬兰           | 芬蘭棒球                                 |
| 格瑞那達       | 板球                                     |
|                | 板球                                     |
| 印度           | 曲棍球                                   |
| 以色列         | 足球                                     |
| 爱尔兰         | 蓋爾式足球                               |
| 牙买加         | 板球                                     |
| 日本           | 相撲/棒球                                |
| 拉脫維亞       | 籃球（夏季運動）、冰上曲棍球（冬季運動） |
| 立陶宛         | 籃球                                     |
| 马达加斯加     | 橄欖球                                   |
| 新西兰         | 橄欖球                                   |
| 挪威           | 越野滑雪                                 |
| 巴基斯坦       | 曲棍球                                   |
|                | 聯盟式橄欖球                             |
| 秘魯           | Paleta Frontón                           |
| 羅馬尼亞       | Oină                                     |
| 俄羅斯         | 班迪球                                   |
| 苏格兰         | 高爾夫球                                 |
| 斯洛維尼亞     | 高山滑雪                                 |
| 中華民國       | 棒球                                     |
| 土耳其         | 摔角 & Cirit                             |
|                | 板球                                     |
| 美国           | 美式足球/棒球                            |
|                | 橄欖球                                   |

## 另見
- 國術
- 武術 § 各國武術

## 註解
1. 1 2  參見「法定的國技」。
2. 1 2  參見「公認的國技」。